# José María Morelos y Pavón, Huitiupán
José María Morelos y Pavón är en ort i Mexiko.   Den ligger i kommunen Huitiupán och delstaten Chiapas, i den sydöstra delen av landet, 700 km öster om huvudstaden Mexico City. José María Morelos y Pavón ligger 992 meter över havet och antalet invånare är 1 143.
Terrängen runt José María Morelos y Pavón är kuperad åt sydväst, men åt nordost är den bergig. Runt José María Morelos y Pavón är det ganska tätbefolkat, med 104 invånare per kvadratkilometer. Närmaste större samhälle är Simojovel de Allende, 8,6 km sydost om José María Morelos y Pavón. Omgivningarna runt José María Morelos y Pavón är en mosaik av jordbruksmark och naturlig växtlighet.